# Търсянско спомогателно дружество „Отец Герасим“
Търсянското спомогателно дружество „Отец Герасим“ или Българското икономическо взаимоспомагателно дружество „Отец Герасим“ е неполитическа организация на македонски българи, бежанци от леринското село Търсие в Торонто, Канада.
Неофициално дружеството функционира от края на XIX век, официално е създадено през 1914 година, а е регистрирано през 1933 година. Изготвен е устав през 1936 година и е направен малък парк в Торонто с параклис „Отец Герасим“.